# Batteriparken

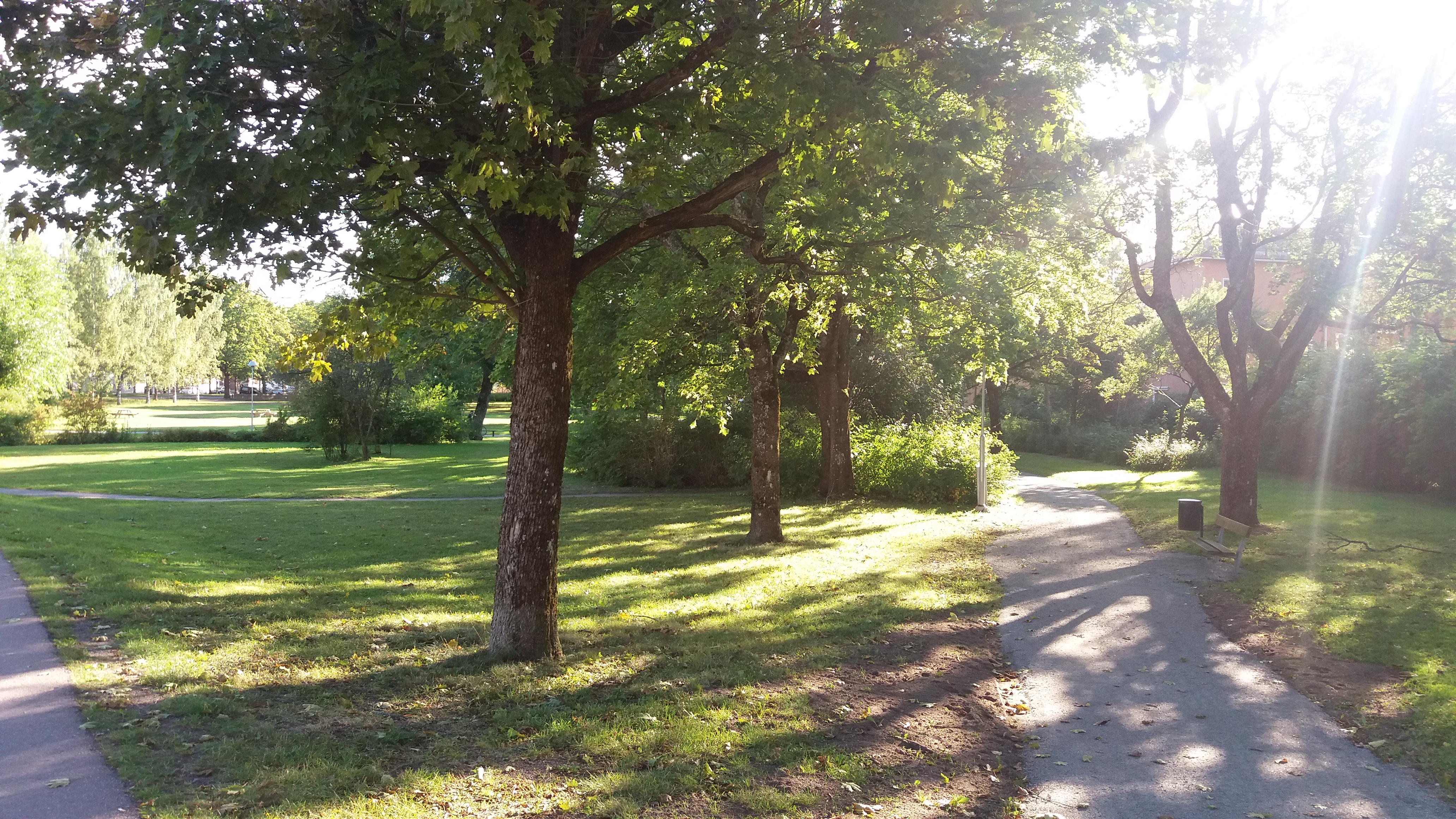
Batteriparken, Uppsala

Batteriparken är en park i Uppsala som gränsar till Dag Hammarskjölds väg och Döbelnsgatan. Där finns en lekplats.